# Yên Thành, Ý Yên
Yên Thành là một xã cũ thuộc huyện Ý Yên, tỉnh Nam Định, Việt Nam.
Xã có diện tích 5,68 km², dân số năm 1999 là 3.969 người, mật độ dân số đạt 699 người/km².
Xã Yên Thành được chia thành 11 làng: An Hộ, Bô Sơn, Đô Hoàng, Đông Phú (làng Gạo), Hương Ngãi, Ngọc Minh, Vạn Phúc (làng Kiếu), Quán Tràm, Thanh Trung, Thượng Đồng, Phú Thọ.

## Di tích
- Đình Phúc Thọ, là di tích lịch sử văn hóa thờ thánh tổ nghề đúc đồng Nguyễn Minh Không
- Đinh làng Đô Hoàng
- Đình Làng Đông Phú (làng Gạo)
- Đình Làng Vạn Phúc.